# Skrjabinalius cryptocephalus
Skrjabinalius cryptocephalus is een rondwormensoort uit de familie van de Pseudaliidae. De wetenschappelijke naam van de soort is voor het eerst geldig gepubliceerd in 1942 door Delyamure.